# Museum Arnold Vander Haeghen

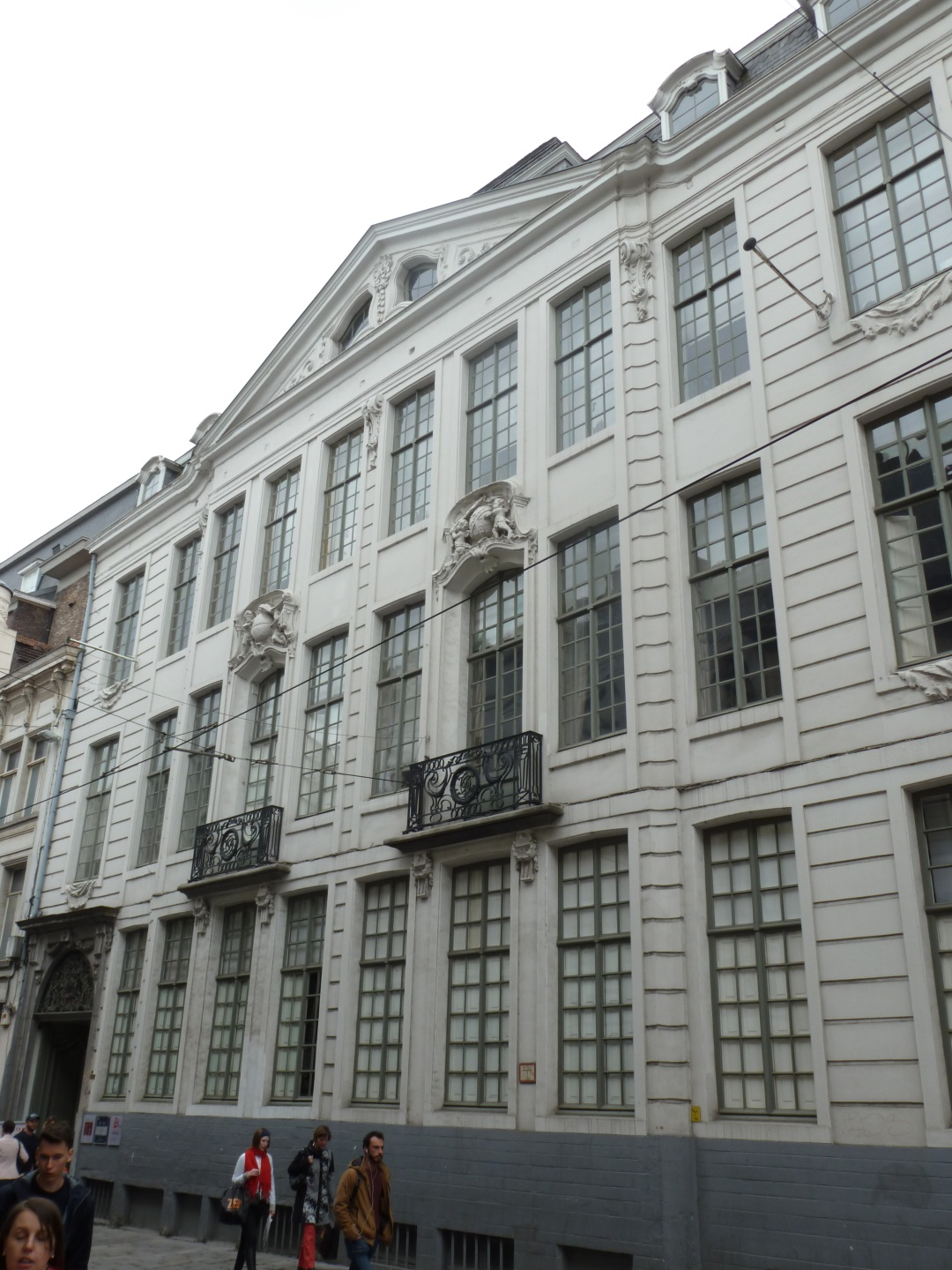

Het Museum Arnold Vander Haeghen in herenhuis Hotel Clemmen (Hotel Vander Haeghen) is een museum in de Veldstraat in de Vlaamse stad Gent. Hoogtepunten van de collectie zijn onder meer een reconstructie van de werkkamer en de bibliotheek van de Belgische nobelprijswinnaar Maurice Maeterlinck, de kabinetten van Charles Doudelet en Victor Stuyvaert en een Chinese salon. Het museum in beheer van Historische Huizen Gent is gevestigd in het pand van het voormalige Hotel Clemmen, een patriciërswoning die in 1746 werd gebouwd naar ontwerp van David 't Kindt.
In 1771 werd het pand aangekocht door de Gentse textielbaron Josse Clemmen, naar wie het vernoemd werd. Hij liet de voorgevel verrijken met classicistische en barokke decoratieve elementen. Ook liet hij het pand aan de achterzijde uitbreiden met een extra vleugel, waarin hij een katoendrukkerij vestigde. Het interieur van het gebouw omvat onder meer een opvallende Chinese salon met 18e-eeuwse wandbekleding van Chinese zijde en muurschilderingen uit de 18e en 19e eeuw.
In 1836 werd het herenhuis eigendom van de Gentse familie Vander Haeghen. Deze familie liet het gebouw bij testament na aan de stad Gent, maar op voorwaarde dat er een museumfunctie aan zou worden gegeven. In 1953 werd het pand dan ook als museum toegankelijk en werd genoemd naar Arnold Vander Haeghen (1869-1942). Sinds 1997 is in het gebouw eveneens in gebruik door de Diensten Cultuur en Kunsten van de stad Gent.

## Afbeeldingen

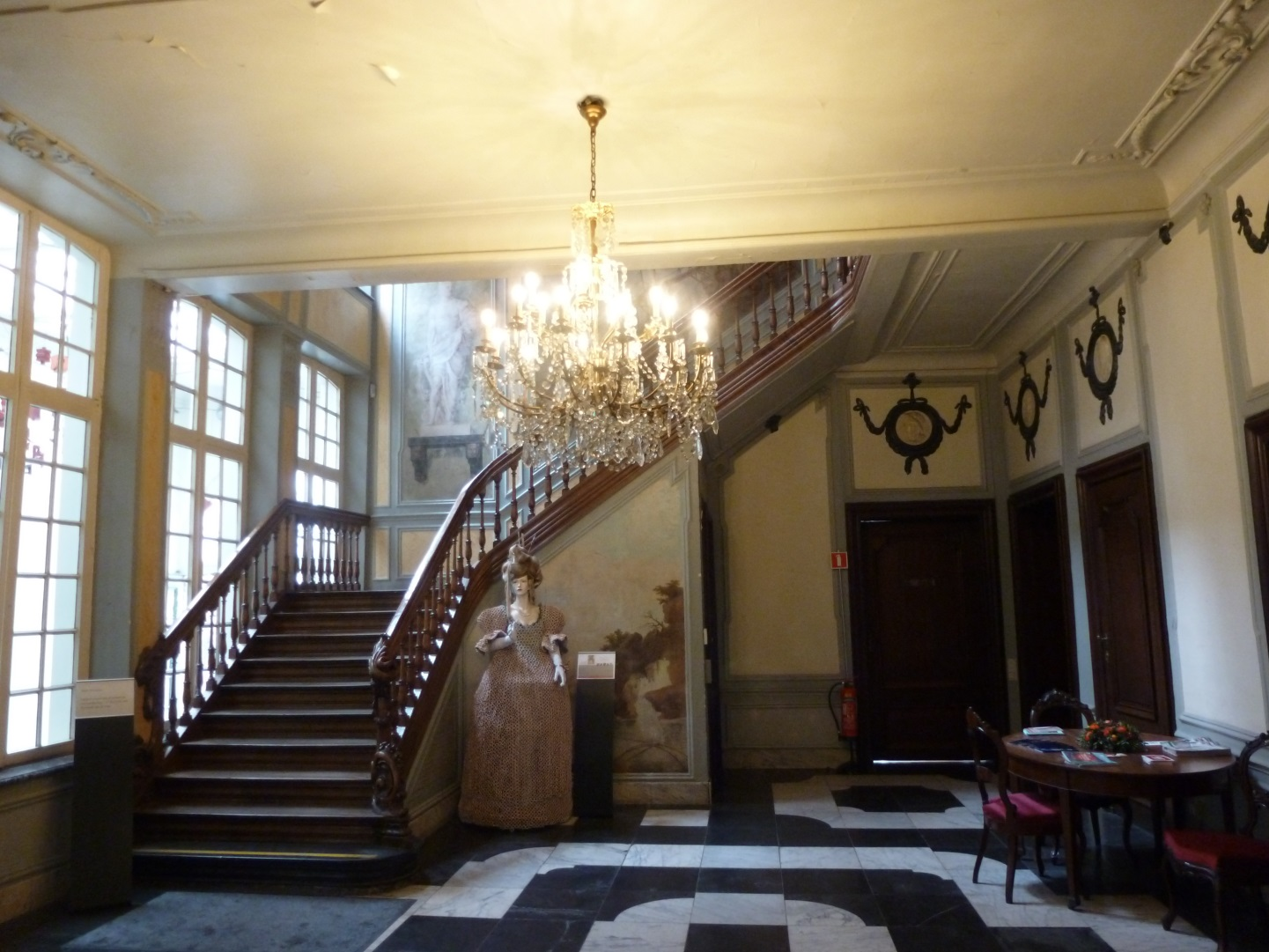
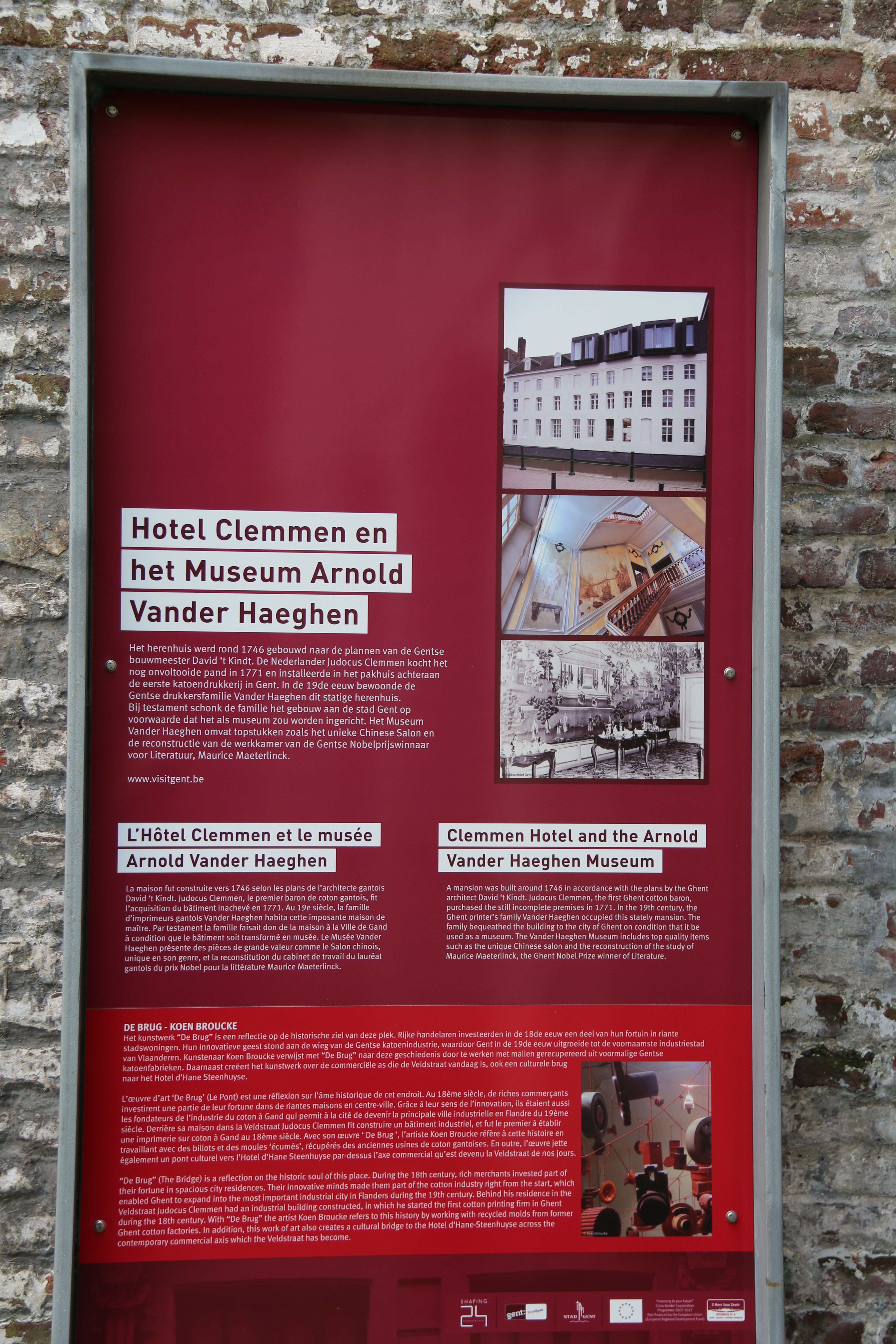
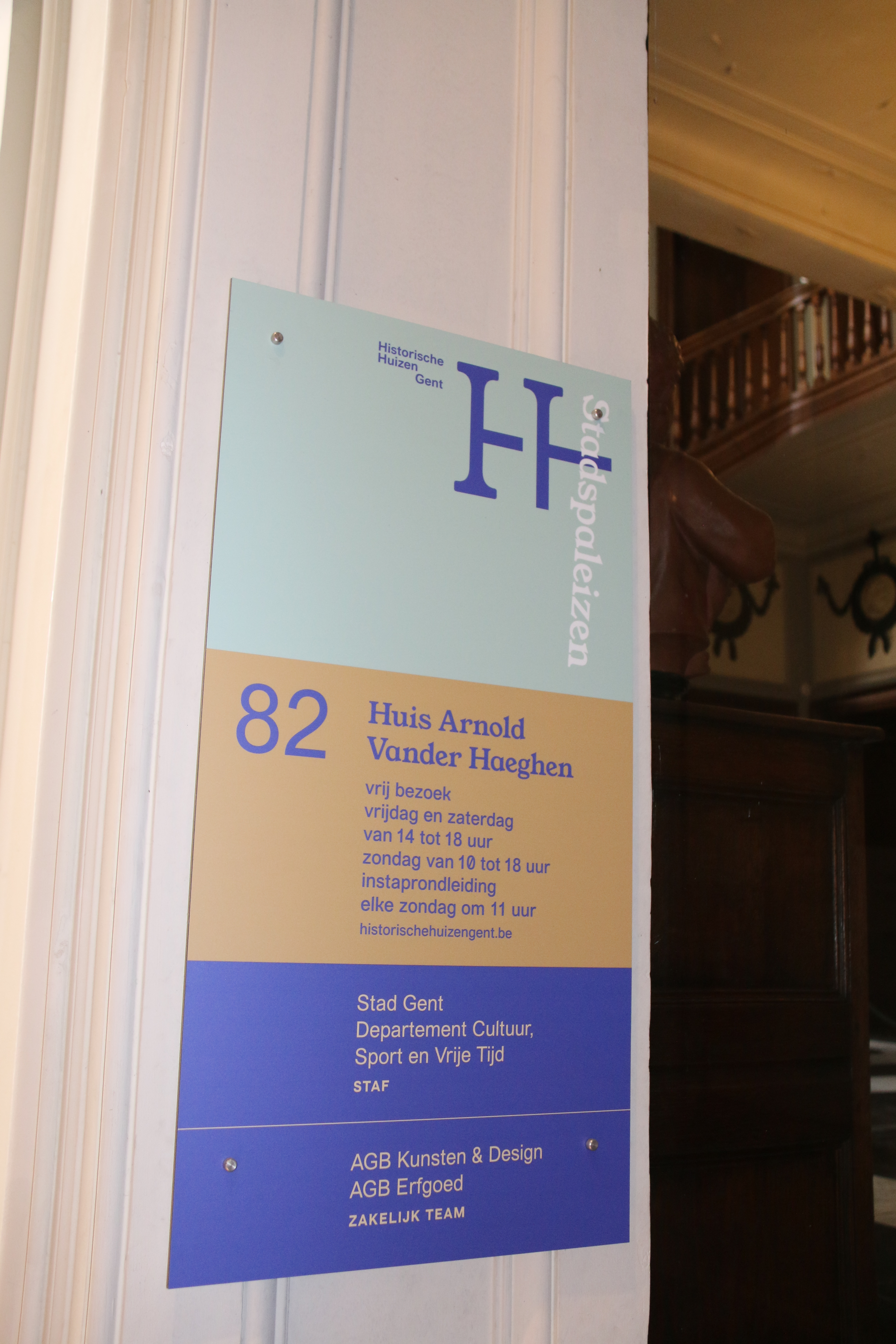